# Gustav David Hamilton
Gustav David Hamilton (Barsebäck, 29 gennaio 1699 – Barsebäck, 29 dicembre 1788) è stato un generale svedese.

## Biografia

### La famiglia

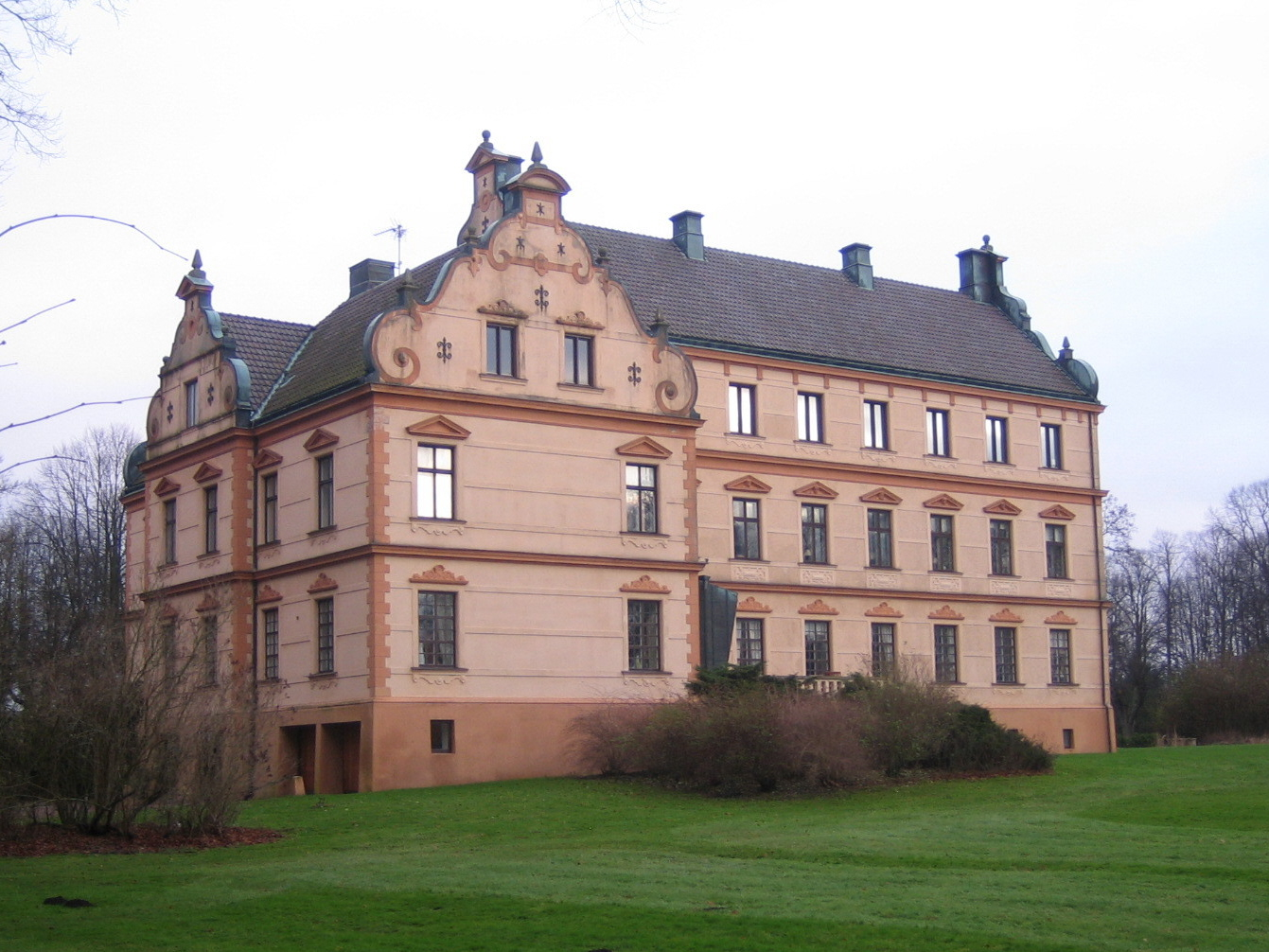
Il castello di Barsebäck dove nacque Gustav David Hamilton

Gustaf David era membro di una linea collaterale dell'antica casata nobile scozzese degli Hamilton. I suoi genitori erano il maggiore generale svedese Hugo Hamilton (1655-1724) e Anna Margareta Henriksdotter (1668-1722). Il feldmaresciallo svedese Hugo Johan Hamilton (1668-1748) era suo cugino.
Hamilton, fino ad allora barone Hamilton af Hageby, venne elevato allo status di conte nel 1751 e introdotto a corte nel 1752. Sposò Jakobina Henrietta Hildebrand (1717-1769) nel 1740. Il matrimonio produsse in tutto undici figli tra cui il tenente generale svedese Hugo Vilhelm Hamilton (1741-1800).

### La carriera
Hamilton iniziò la sua carriera nell'esercito svedese nel 1717 come sergente. Nel 1720 passò in servizio ai francesi come capitano del reggimento "Royal Suédois". Nel 1727 divenne capitano del reggimento di cavalleria "Östgöta" e nel 1735 ottenne il comando ancora del "Royal Suédois" col quale prese parte alla guerra di successione polacca. Nel 1737, sempre come capitano, venne impiegato nella guarnigione a Göteborg. Venne promosso tenente colonnello sempre al servizio della Francia nel 1741 e prestò servizio nella seconda guerra di Slesia in Boemia nel 1745 prima di fare ritorno col grado di colonnello in Svezia in quello stesso anno. Promosso maggiore generale nel 1747, nel 1755 ottenne il grado di tenente generale. Nel 1748 era divenuto cavaliere dell'Ordine della Spada. Nel 1758 prese parte alla guerra dei sette anni con l'esercito svedese come generale comandante delle truppe in Pomerania, ma in quello stesso anno decise di abbandonare la carriera militare e nel 1765 ricevette poi il titolo onorifico di feldmaresciallo e l'Ordine dei Serafini nel 1769.